# Rebelión en el este de Herzegovina de junio de 1941
En junio de 1941, los serbios del este de Herzegovina se rebelaron contra las autoridades del Estado Independiente de Croacia (NDH, del croata Nezavisna Država Hrvatska), un régimen títere del Eje que se había establecido durante la Segunda Guerra Mundial en el territorio del derrotado y ocupado Reino de Yugoslavia. Con el asentamiento del NDH, algunos miembros del partido fascista Ustacha iniciaron una campaña de persecución de los serbios a lo largo del país. En el este de Herzegovina, perpetraron a partir de junio de 1941 una serie de masacres y ataques contra la población, de mayoría serbia. Entre el 3 y el 22 de ese mes, tuvieron lugar varios choques entre autoridades del NDH y grupos serbios de la zona.
Los alemanes comenzaron la invasión de la Unión Soviética el 22 de junio. A lo largo de los dos días siguientes, las revueltas —hasta entonces esporádicas— de los serbios contra el NDH en el este de Herzegovina se multiplicaron y dieron lugar a una rebelión en masa, avivada por las persecuciones de la Ustacha, la solidaridad de los serbios para con la población soviética, el odio y el miedo hacia las autoridades del NDH, y otros factores. Los rebeldes serbios, encabezados por conciudadanos serbios y montenegrinos, atacaron a la policía, a los gendarmes, a la Ustacha y a las fuerzas de la Guardia Nacional Croata de la región. En los primeros días, los rebeldes se hicieron con puestos de la gendarmería en varias localidades, bloquearon las carreteras y asaltaron varios vehículos militares. En la noche del 26 de junio, organizaron un ataque sostenido contra el pueblo de Nevesinje, en un intento por hacerse con su control, pero la guarnición aguantó hasta la mañana del 28, cuando las tropas del NDH consiguieron romper el bloqueo de las carreteras ejercido por los rebeldes.
El 28 de junio, los rebeldes tendieron una emboscada a un camión en el que viajaban soldados italianos, lo que provocó que el comandante del Regio Esercito avisara al Gobierno del NDH de que emprendería acciones unilaterales para asegurar las rutas. Los rebeldes destruyeron otro puesto de la gendarmería y, durante la tarde, tomaron, saquearon e incendiaron el pueblo de Avtovac y mataron a decenas de civiles no serbios. Al día siguiente, una columna italiana ahuyentó a los rebeldes de Avtovac y alivió la presión sobre la guarnición del NDH instalada en el pueblo de Gacko. Desde el 3 de julio, una fuerza del NDH integrada por dos mil personas y desplegada desde Nevesinje fue liberando ciudades, pueblos y rutas tomados por los rebeldes. Estos no opusieron resistencia considerable y, o bien se retiraron hacia el colindante Montenegro, o bien escondieron sus armas en las montañas y regresaron a sus casas. Llegado el 7 de julio, el NDH había recuperado por completo el control de todas las localidades y las principales rutas del este de Herzegovina.

## Contexto
El Estado Independiente de Croacia (NDH) se fundó el 10 de abril de 1941, durante la invasión de Yugoslavia por parte de las potencias del Eje. Abarcaba la mayor parte de lo que hoy en día son Croacia y Bosnia y Herzegovina, además de algunas zonas de la moderna Serbia. Era, esencialmente, un cuasiprotectorado ítalo-germano, puesto que su existencia se debía a las potencias centrales, que mantuvieron fuerzas de ocupación en el Estado títere a lo largo de toda su existencia. En los momentos inmediatamente posteriores a la rendición yugoslava, acontecida el 17 de abril, las tropas del ya extinto Real Ejército Yugoslavo regresaron con sus armas a sus casas en el este de Herzegovina. Esto preocupaba sobremanera al Gobierno de la NDH, aún en ciernes, dados la proximidad de la frontera con Montenegro, la estrecha relación entre las gentes de ese país y las del este de Herzegovina y el bandolerismo que aquejaba a la región. El día siguiente a la rendición, el jefe de las fuerzas armadas de la NDH, el mariscal Slavko Kvaternik, exigió a los soldados yugoslavos licenciados la entrega de todas las armas a las autoridades del NDH antes del 24 de abril.
Ese día, el NDH creó cinco regiones militares, entre las que se incluían la de Bosnia y la del Adriático, ambas con el cuartel central situado en Sarajevo. Varios distritos componían cada una de ellas. La del Adriático incluía los de Knin y Sinj, en el interior de Dalmacia, así como Mostar y Trebinje, al este de Herzegovina. El NDH comenzó a movilizar soldados para la Guardia Nacional; de este modo, seis batallones quedaron en la zona de influencia de la región del Adriático. Los batallones se movilizaron desde más allá del este de Herzegovina y se esperaba que estuviesen listos para el 20 de mayo. Las agresivas acciones perpetradas por la quinta columna ustacha durante la invasión del Eje hicieron que los representantes civiles serbios del este de Herzegovina mostrasen su aprensión hacia el NDH. Por tanto, trataron obtener la protección de los italianos y les urgieron a anexionar el este de Herzegovina al territorio colindante de Montenegro, que ya habían ocupado previamente. El Comité Consultivo Interino conformado por separatistas montenegrinos, que era colaboracionista, abogaba por la creación de un Estado de Montenegro «independiente» y, siguiendo sus pasos, se creó en la Herzegovina oriental un comité similar de separatistas serbios. Una delegación de este comité llegó a Cetiña, en Montenegro, el 6 de mayo para solicitar la protección de los italianos.
La escasa respuesta a la exigencia de entregar las armas hizo que plazo se prorrogase varias veces, hasta que se fijó el 8 de julio como fecha límite para el desarme. El 17 de mayo se crearon cortes marciales para juzgar a aquellos que fueran arrestados por posesión de armas; a los declarados culpables se los fusilaba de inmediato. Los alemanes ya habían sentado el precedente de estas medidas represivas tan brutales con los serbios. Estaba claro desde el comienzo que el NDH no iba a aplicar estas normas sobre armas con la misma dureza contra los croatas que contra los serbios. Asegurar la frontera entre el este de Herzegovina y Montenegro era entonces una cuestión prioritaria, puesto que el Partido Federalista Montenegrino exigía cada vez con más fuerza que se le entregaran las zonas del NDH que se le habían prometido al Reino de Montenegro al firmar el Tratado de Londres en 1915. De manera similar, una delegación de musulmanes procedentes del este de Herzegovina arribó a Sarajevo, la capital histórica de Bosnia, para exigir a las autoridades del NDH que integrasen la parte oriental de Herzegovina en el nuevo Estado croata.

Fronteras del Estado Independiente de Croacia y regiones anexionadas por Italia en virtud de los acuerdos adoptados con la firma de los Tratados de Roma.

Los italianos encomendaron la administración del este de Herzegovina al Gobierno del NDH el 20 de mayo de 1941, tras la firma de los Tratados de Roma; estos acuerdos, a su vez, les habían entregado a ellos lo que hasta entonces había sido territorio yugoslavo a lo largo de la costa adriática. Los italianos, sin embargo, no retiraron todas sus tropas de la región de inmediato. El NDH se apresuró a imponer su autoridad en las localidades y distritos de Herzegovina oriental, lo que conllevaba la designación de alcaldes y prefectos, la creación de unidades locales de la Milicia Ustacha y el despliegue de cientos de gendarmes, miembros de la Guardia Nacional Croata y unidades de esa misma milicia llegados desde otras zonas. Estas fuerzas se trajeron para mantener el orden. El profesor académico Alija Šuljak fue designado comisionado de la Ustacha para la Herzegovina oriental.
La recién creada Guardia Nacional comenzó a desplegar varios batallones en la región militar del Adriático el 20 de mayo. Al cabo de una semana, ya había seis oficiales y trescientos gendarmes del 4.º regimiento de la gendarmería instalados en la Herzegovina oriental. Establecieron pelotones en Nevesinje, Trebinje, Gacko y Biléca, localidad esta última en la que estaba situado también el cuartel central. El segundo regimiento, con base en Dubrovnik, desplegó sus pelotones en Stolac y Berkovići. El cuartel central de la región del Adriático se trasladó a Mostar a finales de mayo y el general Ivan Prpić fue elegido para comandarlo.
Para el 29 de mayo, los batallones de la región militar del Adriático ya estaban situados en sus respectivas guarniciones: el 6.º, en Mostar; el 7.º, en Trebinje, y el 10.º, en la zona de Dubrovnik. Los otros dos batallones del Adriático se desplegaron en Knin y Sink, más hacia el oeste. El 18.º se destinó a la reserva y quedó estacionado en Mostar. A la central del Ustacha se le encomendó el reclutamiento de un batallón para llevar a cabo tareas en la región del Adriático. Los batallones de la Guardia Nacional tenían una estructura estándar, consistente en una compañía central, tres de infantería, un pelotón de ametralladoras y una sección de comunicaciones, mientras que los de la Milicia Ustacha estaban integrados por una central, tres compañías y una sección motorizada. Aun después del asentamiento de las autoridades del NDH en la Herzegovina oriental, las fuerzas italianas mantuvieron su presencia en la región. El 55.º regimiento y la 32.º División de Infantería Marche se quedaron guarneciendo Trebinje, con el 56.º regimiento asentado en Mostar. La 49.ª Legión MVSN, las camisas negras, también estaba estacionada en Bileća. Las tropas italianas continuaron patrullando Nevesinje hasta el 17 de junio, con patrullas motorizadas diarias a lo largo del este de Herzegovina.
Las autoridades del NDH establecieron nuevas subdivisiones administrativas y organizaron el estado en condados (velike župe, en croata) y después en distritos (kotar). Herzegovina oriental comprendía los condados de Hum y Dubrava. El primero de ellos estaba integrado por los distritos de Mostar y Nevesinje, mientras que el de Dubrava incluía los de Bileća, Gacko, Stolac, Ravno y Trebinje. El Župan (prefecto del condado) de Hum era Josip Trajer, asentado en Mostar, mientras que Ante Buć, que trabajaba desde Dubrovnik, era el de Dubrava.
De acuerdo con el censo yugoslavo de 1931, la población del este de Herzegovina estaba integrada por un 4 % de croatas, un 28 % de musulmanes y un 68 % de serbios. Según el profesor Jozo Tomasevich, la población estimada de los distritos de Bileća, Gacko y Nevesinje tan solo comprendía un 1,1 % croatas, por lo que la mayor parte de las designaciones del Gobierno del NDH y de las unidades locales de la Ustacha las copaban musulmanes, un grupo étnico que conformaba el 23,7 % de la población local. Los campesinos pobres musulmanes del este de Herzegovina se posicionaron en su mayoría a favor de la Ustacha. El Gobierno del NDH trató de inmediato de reforzar su posición, para lo cual vilipendió a los serbios, quienes, según Tomasevich, suponían el 75 % de la población.

## Preludio
La Ustacha comenzó a imponer sus nuevas leyes sobre la población serbia del NDH. El 28 de mayo, un grupo de jóvenes estudiantes de la Universidad de Zagreb pertenecientes al partido llegó a Trebinje y comenzó a retirar las señales escritas con el alfabeto cirílico empleado por los serbios. El 1 de junio, en varias ciudades y pueblos de la Herzegovina oriental se asesinó a serbios y se asaltaron comercios arrendados por mercaderes de ese origen étnico. Ese mismo día, estudiantes afiliados a la Ustacha dispararon a nueve serbios en Trebinje y arrestaron a otros quince, al parecer por su relación con los chetniks del periodo de entreguerras. Pronto se hicieron patentes las diferencias entre el brutal trato que la Ustacha brindaba a los serbios y la forma más cuidadosa que otras autoridades del NDH como la Guardia Nacional adoptaban con ellos; estas eran conscientes del potencial peligro que los agresivos métodos del partido fascista podía tener. A comienzos de junio, las autoridades del NDH iniciaron la confiscación de armas a la población civil, pero se toparon con resistencia de inmediato. El 1 de junio, los habitantes del pueblo de Donji Drežanj, cerca de Nevesinje, se negaron a cooperar con los recolectores de armas. En respuesta a esta actitud, miembros de la Ustacha asesinaron a varios serbios y quemaron sus casas.
El 3 de junio se dieron varios incidentes, ya que oriundos de la zona armados se cobraron venganza contra las autoridades. Esa tarde, veinte miembros de la Ustacha iban de camino a Donji Drežanj para confiscar armas de fuego cuando un grupo armado los atacó. Los locales, sin embargo, se retiraron tras un breve tiroteo y uno de ellos fue capturado. Los refuerzos enviados por la Guardia Nacional y la gendarmería llegaron pronto junto con más miembros de la Ustacha, que quemaron veinte casas más y dispararon a una mujer. En la noche del 4 al 5 de junio, un grupo dirigido por el comisionado de la Ustacha para el distrito de Gacko, Herman Tonogal, asesinó a 140 serbios en el pueblo de Korita, cerca de Bileća, y arrojó sus cadáveres a un sumidero cercano. Otros veintisiete serbios de esa misma localidad fueron asesinados entre esta masacre y el 9 de junio, y más de cinco mil cabezas de ganado fueron robadas y repartidas por los pueblos musulmanes de la zona para el uso exclusivo de los afiliados a la Ustacha. Las estimaciones del número de serbios asesinados en Korita oscilan entre los 133 y los 180.

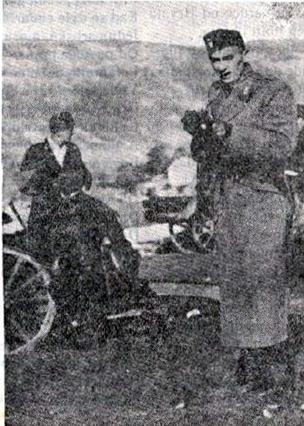
Jure Francetić, por aquel entonces comisionado de la Ustacha para Bosnia y Herzegovina, ejecutó a diecinueve rehenes después de que la población hiciese caso omiso de sus exigencias: cesar el fuego y entregar las armas.

Inmediatamente después, serbios y montenegrinos de la zona lanzaron ofensivas contra varias localidades, por lo que la región militar del Adriático se vio obligada a enviar la 2.ª Compañía y el 7.º Batallón desde Bileća para reforzar a la Ustacha. Tras un breve encontronazo cerca de Korita, durante el que la Ustacha y la gendarmería perdieron a varias personas, una muerta y otras heridas, los rebeldes se retiraron hacia Montenegro a través de la frontera más cercana. La compañía y el batallón pasaron la noche en el pueblo de Stepen y al día siguiente se guarnecieron en Avtovac. Como estaban expuestos a fuego enemigo, los gendarmes no pudieron retornar a su puesto en Stepen, lo que conllevaba que la carretera que unía Stepen y Korita ya no fuera segura. El 8 de junio, la oficina del distrito de Gacko informó al mando del Adriático de que había tomado como rehenes a doscientos serbios y ordenado a la población que cesara el fuego y entregase las armas. Puesto que nadie atendió a estas exigencias, el comisionado de la Ustacha para Bosnia y Herzegovina, Jure Francetić, ejecutó a diecinueve de los rehenes. El 12 de junio, la gendarmería de Ravno ejecutó a otras cuatro personas siguiendo las órdenes del comisionado de la Ustacha para Ljubinje. Estas acciones provocaron que los campesinos serbios huyeran de sus pueblos en busca de seguridad, mientras que los musulmanes estaban cada vez más inquietos por sus vecinos serbios.
A mediados de junio, el comandante de la 2.ª Compañía del 7.º Batallón de Bileća escribió al mando del Adriático para quejarse de las actividades llevadas a cabo por los miembros de la Ustacha, a los que tildó de «escoria y animales armados» que estaban deshonrando a los «croatas honestos». Cuando los italianos se enteraron de que la Ustacha había incendiado dos pueblos cerca de la frontera con Montenegro, enviaron un oficial de inteligencia a Gacko para investigar los disturbios. Este no dio por buena la explicación brindada por el comandante de la gendarmería de Gacko, quien aseguró que la violencia la habían causado el «odio y la venganza personales», y se reunió con los rebeldes. Estos no le atacaron a él o a su escolta, sino que le contaron que la causa de los ataques radicaba en el hecho de que «los croatas y los turcos nos están golpeando y escupiendo». El enviado concluyó que la causa de los disturbios era el intento de desarmar a la comunidad serbia.
El 17 y 18 de junio, Tonogal y el teniente coronel Aganović, comandante de la gendarmería para el este de Herzegovina, trataron de relajar la situación y restablecer la paz con una visita a las localidades situadas al este de la carretera que unía Gacko con Avtovac. Recibieron un mensaje de cuatro pueblos en los que estos les hacían saber que no reconocían la autoridad del NDH y querían que esto llegase a conocimiento de los italianos. Los residentes de los pueblos de Jasenik y Lipnik deseaban parlamentar, pero solicitaron a la gendarmería que no los visitara, dado que esto podría tentar a los montenegrinos a atacar. Aganović consideró que la petición no era sincera. El comandante de la gendarmería en Bileća creía que el motivo de la rebelión era que los serbios locales estaban embelesados con la idea de la Gran Serbia y se negaban a aceptar que sus localidades formasen parte del NDH. Esto implicaba que los serbios locales deseasen la partida de las autoridades del NDH y que estas les dejasen seguir con sus vidas sin imponerles nada. Según el historiador Davor Marijan, esto brindó a la Ustacha una excusa para emprender acciones radicales.
La respuesta de las autoridades del NDH a la resistencia había consistido en incendiar pueblos y acometer ejecuciones de serbios en masa, lo cual conllevó una escalada de la violencia aun mayor. A finales de mayo y en junio, 173 serbios fueron capturados en una redada, torturados y asesinados en Nevesinje, mientras que a comienzos de junio otros 140 fueron ejecutados en Ljubinje. Los serbios respondieron con ataques a oficiales e instalaciones de la Ustacha y también organizaron redadas en las que asesinaron a musulmanes.

## Rebelión
Las autoridades del NDH tan solo contaban con fuerzas débiles en la Herzegovina oriental cuando se produjo el levantamiento en masa; de hecho, no superaban en número de personas a dos batallones de la Guardia Nacional croata ni en número de puestos a la gendarmería. Esto era insuficiente para custodiar algunos lugares de suma importancia o para emprender ofensivas. Las fuerzas desplegadas consistían en una compañía del 10.º batallón en Trebinje, la central y una compañía reforzada del 7.º batallón en Bileća —dividido, a su vez, entre Gacko y Avtovac— y una compañía del 6.º batallón en Nevesinje. El resto del 10.º batallón estaba llegando a Trebinje cuando estalló la rebelión.

### 23-24 de junio
La primera señal de que la situación había cambiado drásticamente se pudo vislumbrar el 23 de junio, cuando un grupo de doscientos miembros de la Ustacha se enfrentó a otro de rebeldes, integrado por entre seiscientas y mil personas. Tras un tiroteo cerca del pueblo de Stepen, cinco kilómetros al norte de Korita, durante el que ambos bandos sufrieron varias bajas, los miembros de la Ustacha quemaron cuatro pueblos. A continuación, se adentraron en dos pueblos de mayoría musulmana y arrestaron a trece serbios que no se habían visto involucrados en el enfrentamiento previo. Estos fueron transportados al norte, a Avtovac, y ejecutados allí. Esa misma noche, todos los serbios adultos, de más de 16 años, de Gacko, cuatro kilómetros y medio al noroeste de Avtovac, fueron arrestados, y veintiséis de ellos fueron ejecutados de inmediato. El resto fue transportado a un campo en Nevesinje, cincuenta kilómetros al oeste. En el periodo comprendido entre el 23 y el 25 de junio, 150 serbios de la localidad de Ravno, treinta kilómetros al suroeste de Ljubinje, fueron arrestados y ejecutados en el puesto de la gendarmería, mientras que el resto de la población se vio obligado a huir a las colinas.
El 23 y el 24 de junio, se produjeron concentraciones espontáneas en masa en diversas localidades de los distritos de Gacko y Nevesinje. Las noticias del inicio de la invasión de la Unión Soviética por parte de la Alemania nazi alentaron estas concentraciones, y las personas que acudieron a ellas abogaron por luchar contra la Ustacha. El profesor Marko Attila Hoare asegura que la rebelión devino de las represalias que la Ustacha había emprendido contra los serbios del este de Herzegovina que trataban de defenderse, sumadas al inicio de la invasión alemana el 22 de junio. Al amanecer del 24 de junio, la zona de Nevesinje se sumió en una revuelta a gran escala, con cerca de cuatrocientos rebeldes armados enfrentándose a la guarnición de la Guardia Nacional. Llegada esa fecha, la rebelión se había expandido por todo el este de Herzegovina, con entre 1500 y 3000 rebeldes armados en total, incluidos algunos montenegrinos.

### 25 de junio
En la mañana del 25 de junio, la compañía del 6.º batallón de Nevesinje informó de que los rebeldes se estaban reuniendo para emprender una ofensiva contra el pueblo; el comisionado de la Ustacha en la localidad aseguró que el número de rebeldes ascendía a 5000 y que los dirigía un antiguo coronel del ejército yugoslavo. Alrededor de las diez de la mañana, el pueblo fue atacado desde el sur y el suroeste. En respuesta, la Guardia Nacional desplegó dos compañías más del 6.º batallón, desde Mostar hasta Nevesinje. Esa misma mañana, también llegaron informes desde Bileća y Stolac en los que se aseguraba que los rebeldes se estaban aproximando dese el norte al pueblo de Berkovići y que habían capturado el puesto de la gendarmería a su paso por Gornji Lukavac. Cerca de las once y media, el comisionado de la Ustacha en Stolac informó de que tres mil montenegrinos se habían reunido entre Nevesinje y Stolac y solicitó que se reforzara a sus hombres con 150 rifles de inmediato. A mediodía, consiguieron repeler un ataque rebelde sobre el puesto de la gendarmería en Divin, cerca de Bileća. Un pelotón de la Guardia Nacional, con refuerzos y armas de la Ustacha, arribó a Stolac por la tarde, mientras que Bileća consiguió mantenerse fuera del alcance de los rebeldes a lo largo del día.
Las noticias de la rebelión llegaron a oídos de Kvatenik a lo largo del 25 de junio, pero este las desestimó, al igual que hizo con los informes sobre los cinco mil rebeldes, lo que provocó que cancelara el redespliegue del 21.er batallón desde Slavonski Brod ordenado por el comando del Adriático, así como la solicitud a los italianos de que ayudaran con reconocimientos aéreos. Alegó que el sofocamiento de la rebelión podía confiarse a las fuerzas locales. La pérdida de las comunicaciones con Nevesinje alentó rumores que indicaban que la localidad había caído en manos de los rebeldes. El puesto de la gendarmería en Fojnica fue tomado durante la tarde del 25 de junio; los supervivientes se vieron forzados a escapar a la próxima Gacko. Varios periódicos reprodujeron estos rumores, indicando que Gacko y Avtovac estaban ahora bajo control rebelde. El comando del Adriático, que ya había enviado ese día una compañía reforzada hacia Nevesinje desde Sarajevo, ordenó al resto del batallón que la siguiera. El grupo inicial había llegado ya a Kalinovik, a unos sesenta kilómetros de Nevesinje, y se esperaba que el resto del batallón pasara la noche allí antes de llegar a Nevesinje al mediodía siguiente. Kvaternik recibió un informe actualizado de la situación en el este de Herzegovina durante la noche, y Prpić viajó desde Sarajevo hasta Mostar para ponerse al mando de las operaciones. La información que recibió acerca del orden de las cosas en la Herzegovina oriental no era clara, pero sugería que las fuerzas del NDH estaban atravesando complicaciones considerables.

### 26 de junio
En la mañana del 26 de junio, la compañía del 6.º batallón que había sido enviada desde Mostar proseguía con su camino hacia Neveinje cuando recibió disparos de un grupo rebelde. Con la asistencia de la Ustacha, la Guardia Nacional consiguió resistir, pero no pudo seguir avanzando hacia Nevesinje. Esa misma tarde, dos aeronaves de la Fuerza Aérea del Estado Independiente de Croacia (en croata: Zrakoplovstvo Nezavisne Države Hrvatske, ZNDH) procedentes de Sarajevo llevaron a cabo un reconocimiento aéreo sobre el este de Herzegovina y vieron que las fuerzas del NDH aún controlaban Nevesinje. Avistaron también las barricadas dispuestas en la carretera que unía esta localidad con Mostar y ametrallaron a un grupo de cincuenta rebeldes cerca del pueblo de Kifino Selo. Prpić apoyó a esta fuerza en la carretera Mostar-Nevesinje con su 17.º batallón, recién llegado de Sarajevo, y envió a su segundo de mando, coronel Antun Prohaska, a comandarlo. El 17.º batallón se unió a las ocho de la tarde. Alrededor de las cinco, la compañía del 11.º batallón llegó a Nevesinje procedente de Kalinovik y, desde Sarajevo, se desplegó aun una compañía más, junto con el comandante del batallón.
Más al sur, cerca de Stolac, la situación estaba más calmada, aunque un grupo de doscientos miembros de la Ustacha que se encontraba en Berkovići, aseguraba estar rodeado por rebeldes. Pese a esta afirmación, no sufrieron ninguna baja. Aun así, Prpić les envió munición y un pelotón del 18.º batallón. A las siete de la tarde, Francetić llegó al cuartel general de Prpić en Mostar y le puso al corriente de la situación. Decidió que viajaría a Berkovići al día siguiente para ponerse él mismo al mando de la unidad de la Ustacha allí desplegada.
El día fue tranquilo en el norte, alrededor de Gacko y Avtovac. Cuando el comandante de la 2.ª compañía del 7.º batallón de Gacko informó de que los rebeldes se estaban reuniendo en las afueras de la localidad, Prpić envió un pelotón motorizado equipado con más munición. Los rebeldes le tendieron una emboscada en el camino y apresaron a catorce miembros de la Guardia Nacional. Hacia el final del día, llegaron refuerzos a Gacko de las tropas de Avtovac. Por la noche, los rebeldes emprendieron un ataque sostenido contra la guarnición de Nevesinje, que resistió.

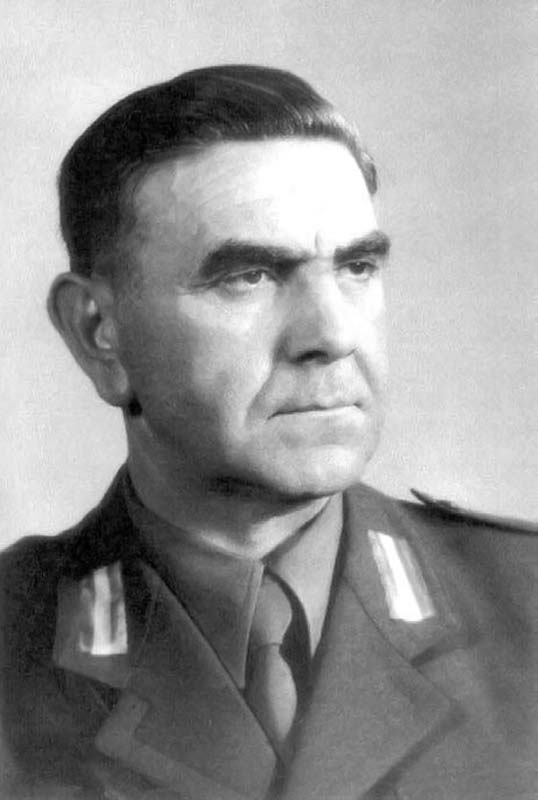
Ante Pavelić era el caudillo del NDH. Amenazó con someter a todo aquel que colaborase en la difusión de los rumores según los cuales los serbios estarían instigando una rebelión en Trebinje.

Las autoridades del NDH en Trebinje escucharon rumores que decían que los serbios estaban instigando una rebelión que daría comienzo allí el 28 de junio, el día que se celebraba el vidovdan en honor de san Vito, y alertó a las fuerzas del NDH para que estuviesen preparadas para responder. Como consecuencia de estos informes, el poglavnik (caudillo) del NDH, Ante Pavelić, amenazó con someter a una corte marcial a todo aquel que ayudase a difundir estos rumores. En la víspera del día festivo, tanto la gendarmería como la Ustacha se hicieron con varios rehenes por si los rumores resultaban ser ciertos. Más tarde, la gendarmería liberó a los suyos, pero los diecinueve que había hecho la Ustacha fueron ejecutados. En contraste con las acciones emprendidas por la Ustacha, las unidades de la Guardia Nacional desplegadas en la zona trataron de calmar la situación.

### 27-28 de junio
En la mañana del 27 de junio, Prpić lanzó un ataque triple para liberar las rutas hacia Nevesinje. Prohaska dirigió la avanzada hacia el este, a través de la carretera que unía Mostar con Nevesinje, con una fuerza cercana en número a los dos batallones; Francetić dirigió a su unidad de la Ustacha hacia el norte desde Berkovići, a través de las montañas, por Odžak, para llegar a Nevesinje por el sur, y dos compañías del 11.º batallón empujaron hacia el suroeste por la carretera, desde Plužine. Completada esta tarea, las fuerzas del NDH estaban listas para perseguir y destruir a los rebeldes.
El grupo de Prohaska se desplegó con una compañía en la carretera y elementos del 17.º batallón y setenta miembros de la Ustacha por el flanco izquierdo. Su ataque comenzó alrededor de las diez de la mañana y, aunque los rebeldes ofrecieron una resistencia considerable, llegaron a los pueblos situados a las afueras de Nevesinje tras luchar hasta el amanecer del 28 de junio; la ZNDH ayudó en las acciones de ametrallamiento y bombardeo. Un batallón de la Guardia Nacional se detuvo y adoptó una actitud defensiva. Prpić amenazó a su comandante con la destitución, por lo que este se vio obligado a reanudar el ataque. La unidad de la Ustacha de Francetić también se vio involucrada en violentos combates y tuvo que solicitar munición adicional en dos ocasiones. Los rebeldes tendieron una emboscada contra uno de los vehículos encargados de reabastecer a la unidad entre Stolac y Berkovići y, en consecuencia, parte de la munición tuvo que entregarse durante la noche y en coche. Por otro lado, los rebeldes atacaron Gacko y Avtovac y, cerca de esta segunda localidad, también abatieron un aeroplano de la ZNDH. Esa misma noche, Prpić llamó por teléfono a Kvaternik y le aconsejó imponer una ley marcial para restablecer el orden en Herzegovina. Pavelić designó de inmediato al jefe del Estado Mayor, general Vladimir Laxa,  para controlar los condados de Hum y Dubrava, que abarcaban la mayor parte de la Herzegovina oriental.
Laxa se convirtió el 28 de junio en el comandante general de todas las autoridades del NDH en los condados de Hum y Dubrava; estaba ahora al mando, pues, de la Ustacha, la Guardia Nacional, la administración civil, la gendarmería y la policía. Se establecieron tribunales militares para juzgar a aquellos que no acatasen lo ordenado por las autoridades del NDH. Se destinaron guardias armados a cuidar las entradas a todas las localidades y se les ordenó desarmar y llevar ante las autoridades militares a cualquier civil que encontrasen armado. Laxa puso como fecha tope el 2 de julio para que todos los rebeldes se presentasen ante las autoridades. Ese día, el 28, después de que su grupo consiguiera llegar a Nevesinje desde Mostar, Prohaska envió una compañía del 6.º batallón a Kifino Selo para que se encontrase con las dos compañías del 11.º que estaban avanzando desde Plužine. Pese al apoyo aéreo brindado por la ZNDH, los rebeldes atacaron a la compañía del 6.º batallón cerca de la entrada a Kifino Selo y la mayoría se desligó del grupo y huyó. Prohaska se vio obligado a enviar reservas a bloquear la carretera entre Nevesinje y Kifino Selo, y las compañías del 11.º batallón iniciaron un reconocimiento sobre el terreno de camino a Odžak para identificar las posiciones rebeldes.
Los rebeldes atacaron esa misma mañana a doscientos efectivos de la Guardia Nacional y a cerca de cincuenta habitantes armados en Avtovac. Aunque consiguieron recomponerse tras la sorpresa inicial y mantener el pueblo durante el día, los rebeldes los acometieron de nuevo al atardecer y los obligaron a retroceder hasta Međuljići y Ključ. Los rebeldes se hicieron con la localidad, la saquearo, quemaron unas cuantas casas de familias musulmanas y asesinaron a treinta y dos civiles musulmanes, la mayor parte mujeres, niños y ancianos. También atacaron Gacko, dejando ocho soldados muertos y un oficial y doce soldados heridos. Ese mismo día, dos camiones del Ejército italiano sufrieron una emboscada cuando viajaban de Bileća a Avtovac en la que tuvieron una veintena de bajas: tres soldados murieron y el resto fueron heridos. Alrededor de las seis de la tarde, el comandante italiano le comunicó a Kvaternik que, en una fecha futura aún por determinar, despejaría la ruta que unía Bileća con Nevesinje a través de Gacko. Varias aeronaves de la ZNDH se vieron forzadas a aterrizar durante los combates cerca de Gacko por las heridas de sus pilotos o por fallos mecánicos. Finalmente, las operaciones de apoyo aéreo se tuvieron que suspender a causa de la falta de combustible y repuestos.
La situación no mejoró en los alrededores de Stolac, y la unidad de la Ustacha conformada por civiles armados resultó ser un fracaso a la hora de combatir, por lo que Laxa se puso en contacto con Francetić y criticó su actuación. Al sur de Bileća, los rebeldes destruyeron un puesto de la gendarmería, en el que perecieron siete gendarmes. Decenas de colegas fueron enviados desde Trebinje para socorrerlos, pero los rebeldes los detuvieron por el camino y se tuvieron que retirar a la escuela de un pueblo. Por la tarde, un pelotón del 10.º batallón de la Guardia Nacional partió desde Trebinje hacia el norte para brindar su apoyo a los gendarmes, pero fue atacado cerca del pueblo de Mosko y tuvo que retirarse a una posición defensiva. Un segundo pelotón los reforzó por la noche, con órdenes de despejar la carretera que unía Trebinje con Bileća para los italianos a la mañana siguiente.

### 29-30 de junio
Al amanecer del día 29 de junio, los rebeldes atacaron a la Ustacha en un pequeño pueblo situado a medio camino entre Mostar y Nevesinje. Prohaska solicitó ayuda procedente de Mostar y planeó el envío de una fuerza desde Nevesinje para ayudar. Una compañía del 21.er batallón fue desplegada desde Mostar para liberar de la presión a la Ustacha, que se las había apañado para contener a los rebeldes. La compañía de la Guardia Nacional relevó después a la Ustacha. Ese mismo día, dos nuevos batallones llegaron a Mostar: el 23.º, procedente de Osijek, y el 15.º, llegado desde Travnik. Estos refuerzos llegaron justo cuando Prpić recibió la confirmación de que Avtovac había caído en manos de los rebeldes. La pequeña guarnición que aguantaba en Gacko, formada por tan solo veinte gendarmes y treinta miembros de la Ustacha, resistía, pero esperaba que los rebeldes emprendieran nuevas ofensivas. Por la mañana, el asalto de elementos del 10.º batallón quedó en punto muerto hasta que su comandante, el teniente coronel Julije Reš, se hizo cargo personalmente de la operación y consiguió despejar el camino para los italianos. La prometida intervención italiana comenzó alrededor del mediodía y supuso la llegada a Gacko, alrededor de las cinco de la tarde, de un centenar de carros llenos de soldados italianos. A su paso por Avtovac, vieron que los rebeldes habían abandonado el pueblo y se habían retirado a localidades del este. Cerca de las seis, el 10.º batallón liberó a los gendarmes sitiados en la escuela. Un avión de la ZNDH llevó a cabo maniobras de reconocimiento sobre la zona y arrojó panfletos sobre Stolac, Stepen, Avtovac, Gacko y Plužine.
Laxa dirigió sus esfuerzos hacia los distritos de Gacko y Avtovac una vez liberada del asedio la guarnición de Nevesinje. A sabiendas de que los italianos no habían respetado los límites territoriales del NDH enviando su columna a Gacko, consideraba muy importante restablecer el prestigio político y militar de Croacia; de lo contrario, era posible que los italianos decidiesen quedarse en la zona en vez de retirarse a su guarnición cerca de la costa adriática. Para ello, planeó librarse primero de los rebeldes que aún permanecían en la zona fronteriza con Montenegro y después de los que se encontraban más al interior. Con el objetivo de cumplir esta última tarea, desplegaría una unidad especial, aún por formar, al mando del teniente coronel Josip Metzger. Al grupo de Prohaska se le encomendó el restablecimiento de la autoridad del NDH en los distritos de Gacko y Avtovac; dispondría para ello del 6.º batallón, una compañía del 18.º, dos compañías del 17.º y los recién llegados 15.º y 21.º, que se esperaba que partiesen pronto desde Mostar. Asimismo, habría de colaborar con el 11.º batallón, que se encontraba ya cerca de Plužine, al norte de la carretera Nevesinje-Gacko. Como medida preparatoria, el 15.º batallón fue transportado hasta Nevesinje y una compañía del 17.º, en cooperación con el 11.º, asaltó las posiciones rebeldes cerca de Kifino Selo. Sin embargo, los rebeldes se impusieron y mataron a un jefe de batallón.
Durante el resto del día, los italianos se dedicaron a recuperar los cadáveres de los soldados caídos durante la emboscada rebelde del 28 de junio y rescataron a algunas tropas de la Guardia Nacional que habían escapado hacia Avtovac y después regresado a Plana, al norte de Bileća. La necesidad de llevar a cabo más operaciones en Gacko y Avtovac se puso en cuestión cuando los italianos informaron de que ambos pueblos habían sido reducidos a cenizas y todos sus habitantes, masacrados. Los italianos culparon a los montenegrinos asociados a los rebeldes de la destrucción y los asesinatos en ambas localidades. De acuerdo con los cálculos italianos, el número de rebeldes ascendía a tres mil, armados con ametralladoras, artillería y armas antiaéreas. Un oficial de espionaje alemán procedente de Sarajevo se acercó hasta el cuartel general de Prpić en Mostar para informarse de la situación. La pequeña guarnición de Gacko esperaba que los rebeldes la atacasen durante la noche, pero al final no lo fue, ya que ciento ochenta guardias nacionales que se habían retirado de Avtovac llegaron al lugar para reforzar la posición.

### 1-7 de julio

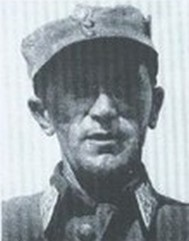
Franjo Šimić sustituyó a Prohaska como segundo hombre de Prpić para, con 62 oficiales y 2062 hombres, continuar despejando Nevesinje.

Una unidad acorazada italiana llegó el 1 de julio a Gacko para reforzar la guarnición. Dos días más tarde, la Ustacha lanzó una operación encaminada a limpiar de insurgentes el distrito de Stolac; esta resultó exitosa y consiguieron reabrir la carretera de Berkovci, al norte de Odžak. Los miembros de la Ustacha no se acercaron más a Nevesinje, puesto que no estaban uniformados y temían que la Guardia Nacional los confundiera y los tomara por rebeldes. Durante esta operación fallecieron tres miembros, incluyendo su comandante, mientras que del bando de los rebeldes cayeron muertos diez y capturados dos. La Ustacha encontró entre las pertenencias de uno de los capturados un informe elaborado por el Movimiento Nacional para la Liberación de Nevesinje (en serbocroata: Narodni pokret za oslobođenje Nevesinja), que era, aparentemente, la manera en que los rebeldes se referían a ellos mismos. En estas hojas quedaba claro que empleaban tácticas y una organización militar e incluso se insinuaba una cooperación con los italianos. Según la información recabada por la policía, el liderazgo local de los rebeldes corría a cargo de Čedo Milić, un antiguo mercader de Mostar; los hermanos Bjelogrlić, de Avtovac; el cura ortodoxo Mastilović, de Nadinići, y un capitán Radović, de Avtovav. Entre los montenegrinos involucrados en la dirección de la rebelión se contaban el coronel Bajo Stanišić, el comandante Minja Višnjić y Radojica Nikčević, de Nikšić.
Tras la intervención italiana, Prpić pudo proseguir, a partir del 3 de julio, con la tarea de despejar Nevesinje, lo que aseguraría el control del NDH sobre los centros habitados y las carreteras. El 5 de julio, reemplazó a su segundo hombre, Prohaska, por el coronel Franjo Šimić, a quien asignó una fuerza consistente en los batallones 6.º, 11.º, 15.º y 17.º, una compañía del 18.º y una tropa de artillería. En total, contaba con 62 oficiales y 2062 hombres y armas pesadas, incluyendo cuatro cañones de montaña Skoda houfnice vz 14 de 100 milímetros, seis ametralladoras pesadas y veintisiete ametralladoras ligeras. Šimić tomó el cruce cerca de Kifino Selo y Plužine y lo aseguró con una compañía del 17.º batallón; posteriormente, envió también el 15.º batallón a Gacko y el 17.º, a Berkovići. Media compañía del 21.er batallón se encargó de asegurar la carretera que unía Mostar con Nevesinje. De esta manera, todas las carreteras principales del este de Herzegovina estaban ahora bajo control. Las operaciones prosiguieron mientras algunos rebeldes se replegaban hacia la frontera con Montenegro, pero sin dar lugar a combates relevantes; mientras tanto, otros optaron por esconder sus armas y regresar a sus casas. Llegado el 7 de julio, las fuerzas del NDH se habían vuelto a hacer con el control total de los pueblos y rutas de transporte de la Herzegovina oriental.

## Valoraciones posteriores

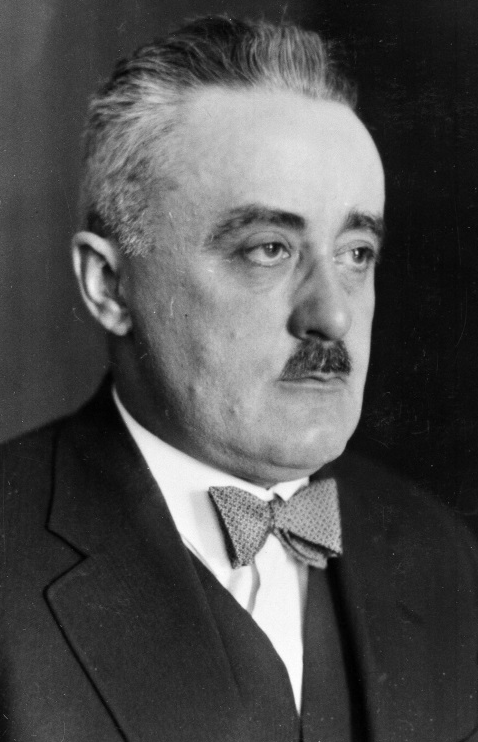
Edmund Glaise von Horstenau era general alemán plenipotenciario del NDH y opinaba que Roma se había abstenido, deliberadamente, de intervenir en la rebelión.

Tomasechiv asegura que la rebelión fue un «estallido espontáneo y desorganizado» que estaba abocado al fracaso, y que no involucró ni a los chetniks de Draža Mihailović ni al Partido Comunista de Yugoslavia (en serbocroata: Komunistička partija Jugoslavije, KPJ). Sostiene que el levantamiento resultó de varios factores, incluyendo las persecuciones emprendidas por la Ustacha, el miedo y el odio hacia las autoridades del NDH, la tradición local de rebelarse ante el Imperio otomano, las pésimas condiciones económicas del este de Herzegovina y las noticias del inicio de la Operación Barbarroja contra la Unión Soviética. Hoare coincide con Tomasevich en que los antecedentes de lucha contra los otomanos en el siglo XIX, como los de 1875-77 tuvieron su peso. Edmund Glaise von Horstenau, el general alemán plenipotenciario del NDH, creía posible que los italianos hubiesen evitado deliberadamente intervenir en la rebelión. El general Renzo Dalmazzo, comandante del 6.º cuerpo del ejército, culpó a la Ustacha y a los musulmanes de alimentar la revuelta.
El KPJ tuvo un impacto limitado en el este de Herzegovina hasta mediados de agosto de 1941, cuando la rebelión ya había sido contenida. En el periodo previo al levantamiento en masa, la organización del partido en Herzegovina no pudo comprometerse, puesto que estaba esperando órdenes de la dirección provincial en Sarajevo, que a su vez esperaba que el comité central diera el pistoletazo de salida a una rebelión general a lo largo y ancho de toda Yugoslavia. Una vez supieron que los alemanes habían atacado a la Unión Soviética, el KPJ de Herzegovina votó a favor de unirse a la rebelión, pero esto ocurrió el 24 de junio, cuando ya estaba en marcha. De acuerdo con Milazzo, los rebeldes siguieron siendo una amenaza hasta bien entrado julio, aunque la rebelión en Herzegovina no avanzó hasta que la revuelta se expandió por toda Bosnia a finales de julio, cuando el KPJ ya estaba listo para participar activamente en la lucha.